# Herman Hörner
Johan Herman Hörner, pseudonym Håkan Röde, född 28 juni 1824 i Rasbo socken, död 26 januari 1875 i Jönköping, var en svensk författare, översättare och tidningsredaktör.